# Rue Verte (Rouen)
Pour les articles homonymes, voir Rue Verte.
La rue Verte est une voie publique de la commune française de Rouen. Du fait de sa proximité avec la gare de Rouen-Rive-Droite, elle appartient au quartier Gare SNCF.
C’est dans cette rue, profitant de la visibilité offerte par le trafic de voyageurs de la gare, que Ferdinand Marrou conçoit une maison bourgeoise dans laquelle il élit domicile.

## Situation et accès
La rue Verte est située à Rouen. Elle débute à l'intersection de la rue Jeanne-d’Arc et se termine à l’intersection du chemin de Clères, de la rue Vigne et de la place du Coucou et de la rue du Champ-des-Oiseaux. Montante et orientée vers le vers le nord, la voie est jointe par la rue Pouchet, la rue Maladrerie, la place Bernard-Tissot, le passage Maladrerie, la rue Senard, la rue Cousin, la rue Walter, la rue Malatiré, la rue du Clos-Thirel, la rue Charles-Angrand, la rue Ducastel, la rue Roulland-Leroux, la rue Descamps et le passage Begin.

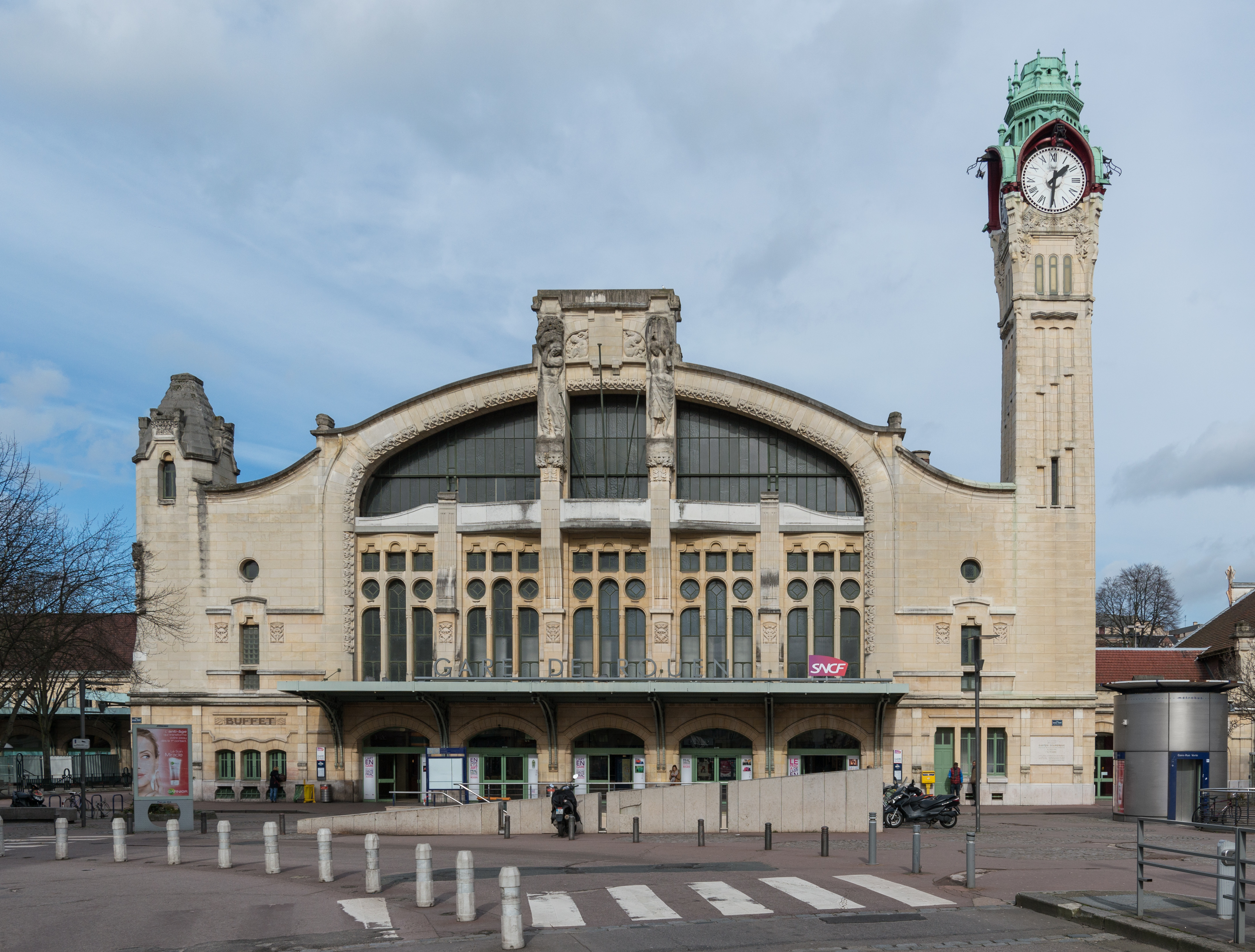
La gare de Rouen-Rive-Droite, élément emblématique du quartier dont le nom s’y réfère.

La rue Verte appartient au quartier Gare SNCF, situé dans les Coteaux Nord de la ville.

## Historique
En ce lieu se trouve au Xvie siècle un dépotoir nommé « heurt ».
En 1844, l'administration municipale de Rouen obtient l'accord du ministre des Travaux Publiques Pierre Sylvain Dumon pour l'établissement rue Verte du débarcadère du chemin de fer du Havre à Rouen dont les travaux se poursuivent jusqu’en 1846,. La station dite « de la rue Verte », tout comme sa gare, est inaugurée le 20 mars 1847 avant d’être ouverte aux voyageurs deux jours plus tard,.  
La rue donne également son nom au « quartier de la rue Verte » né de l'étalement urbain du faubourg Bouvreuil.
En 1867, des travaux de pavage sont effectués dans la rue.
Le rescindement de la rue verte est adopté en 1905 sur décision du conseil général de la Seine-Inférieure, en même temps que celui de la rue d’Elbeuf, afin d’y faciliter le passage du tramway. Ce projet financé en parts égales par la ville de Rouen et le département de Seine-Inférieure prend vie en 1907, lorsque la voirie de la rue Verte est élargie à la suite de la démolition d’une petite maison de ville débordant sur son l’alignement à la hauteur de l’intersection avec la rue Malatiré,,.
Le 19 avril 1944, peu après minuit, tandis que Rouen est occupée par les Allemands, la rue Verte est touchée par le bombardement de la ville opéré par les Alliés, au même titre que plus d’une soixantaine de voies de la rive droite,.
L’Institution Rey, lycée de l’enseignement privé et catholique installé rue Verte depuis 1885[réf. nécessaire] , doit déménager à la fin 2011 pour rejoindre Bois-Guillaume,. L’emplacement libéré par la destruction des anciens bâtiments de l’établissement en 2012 permet la construction d’un ensemble immobilier de 174 nouveaux logements,. Cependant, en août de la même année, un incident se produit : lors des travaux menés par Bouygues Immobilier, l’aqueduc conduisant les eaux de la source Gaalor est accidentellement percé puis rebouché avec du béton par erreur,,. En février 2013, le sinistre du sous-sol de la rue Verte prend de l’ampleur et une bataille juridique est engagée à la suite de l’apparition de fissures sur la façade de l’Hôtel de Dieppe. Fermée à la circulation depuis l’incident, la rue Verte est à nouveau ouverte en 2019.

## Bâtiments remarquables et lieux de mémoire
- Le no 15 (architecte : Robert Lefebvre) a été habité par Colette Audry dans les années 1930.

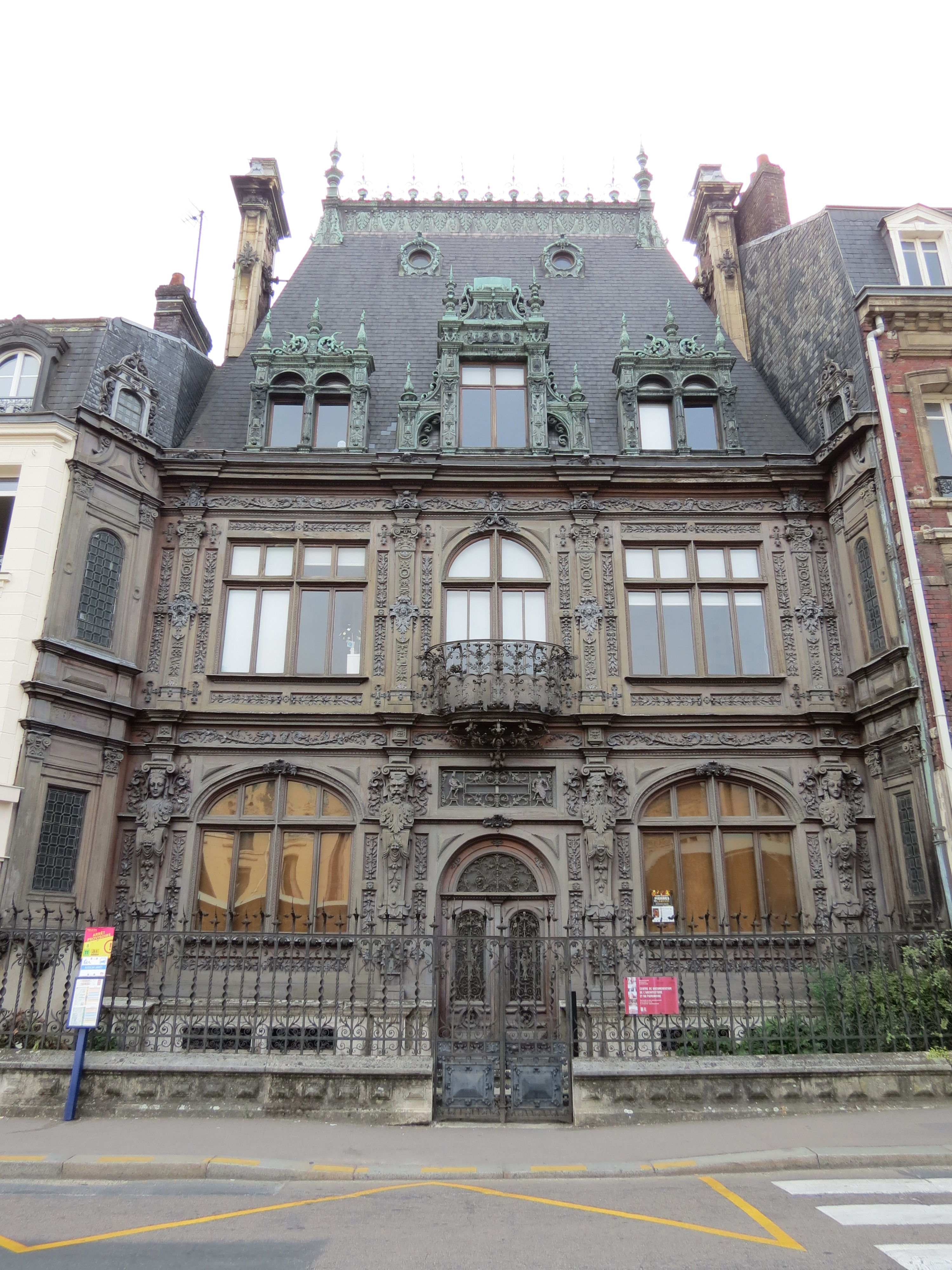
Le no 29 de la rue Verte, en 2018.

- Au no 16 : immeuble le Métropole (1930).
- Au no 29, face à la gare de Rouen-Rive-Droite, se situe la « maison Marrou » du nom de son concepteur et occupant Ferdinand Marrou[19],[20],[21]. Arrivé à Rouen en 1884, ce dernier conçoit lui même l’esthétique de la façade de cette maison bourgeoise[22],[20],[23]. Marrou y mêle des éléments se référant au XVIIIe siècle à d’autres, contemporains, de style Art nouveau[22],[24],[25]. L’emplacement est idéal pour l’artisan ferronnier qui profite ainsi de l’affluence de voyageurs de la gare de Rouen pour mettre en avant son savoir-faire[21]. Le bâtiment est occupé de 1984 à 2022 par le Centre de documentation du patrimoine de la Direction régionale des Affaires culturelles de Haute-Normandie[21]. La maison est mise en vente en 2024[26].
- Au no 39 : le sculpteur Edmond Bonet y a vécu.